# Grå fjädermätare
Grå fjädermätare (Phigalia pilosaria) är en fjärilsart som beskrevs av Michael Denis och Ignaz Schiffermüller 1775. Grå fjädermätare ingår i släktet Phigalia och familjen mätare. Arten är reproducerande i Sverige. Inga underarter finns listade i Catalogue of Life.

## Bildgalleri

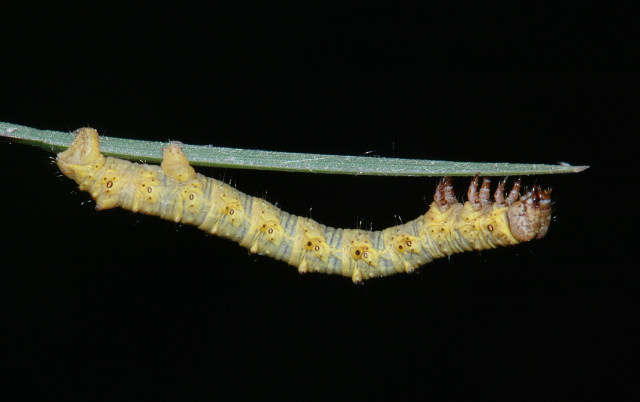